# Ludwig Martin
Markus Ludwig Martin (* 25. April 1909 in Martinszell im Allgäu; † 31. März 2010 in Karlsruhe) war ein deutscher Jurist. Er war vom 7. April 1963 bis zu seiner Pensionierung am 30. April 1974 Generalbundesanwalt beim Bundesgerichtshof.

## Leben
Martin, Sohn eines Molkereifacharbeiters, konnte entgegen dem Wunsch seines Vaters und mit Fürsprache seines Religionslehrers sein Abitur am Humanistischen Gymnasium Kempten machen. Ab 1929 studierte er Rechtswissenschaften sowie Volkswirtschaft an der Ludwig-Maximilians-Universität München, 1932 legte er das erste juristische Staatsexamen mit Auszeichnung ab. 1933/34 absolvierte er ein Zusatzstudium der Philosophie an der Päpstlichen Universität Gregoriana in Rom. 1937 bestand er in München die 2. juristische Staatsprüfung und trat als Assessor beim dortigen Oberlandesgerichtsbezirk in den bayerischen Justizdienst ein.
1939 wurde Martin – obwohl kein Mitglied der NSDAP – Jourrichter, später Strafrichter und wissenschaftlicher Mitarbeiter bei der Reichsanwaltschaft beim Reichsgericht in Leipzig. Im Oktober 1939 in Nürnberg-Fürth sowie im Februar 1940 in Leipzig wurde er jeweils zum Staatsanwalt ernannt, trat diese Ämter jedoch nie an, da er ab 1939 Kriegsdienst in der Wehrmacht leistete.
Nach dem Ende des Zweiten Weltkrieges und seiner Entlassung aus der Kriegsgefangenschaft wurde er 1946 Amtsrichter in Sonthofen, 1950 kam er in die zivilrechtliche Abteilung des Bundesjustizministeriums. Von dort wurde er im Januar 1951 an die Bundesanwaltschaft abgeordnet, wo er bereits fünf Monate später zum Oberstaatsanwalt ernannt und im Juni 1952 zum Bundesanwalt befördert wurde. 1953 wurde er zum Bundesrichter ernannt und war zehn Jahre lang – bis 1963 – vor allem in Strafsenaten am 1. und 4. Strafsenat des Bundesgerichtshofes tätig. Als beisitzender Richter war Martin 1956 am BGH-Urteil gegen die NS-Verbrecher Otto Thorbeck und Walter Huppenkothen beteiligt, durch das diese vom Vorwurf der Beihilfe zum Mord freigesprochen wurden. Auch auf Grund Martins Tätigkeit als Jurist während der NS-Zeit wird dieses Urteil heute sehr kritisch gesehen. Im Gegensatz zu diesem BGH-Urteil hatte die Vorinstanz, das Landgericht Augsburg, die Angeklagten Huppenkothen und Thorbeck wegen Beihilfe zum Mord in sechs bzw. fünf Fällen verurteilt.
Martin, der der CSU nahestand, wurde am 7. April 1963 auf Vorschlag des Bundesjustizministers Ewald Bucher (FDP) zum Generalbundesanwalt ernannt. Der Zentralrat der Juden in Deutschland erhob wegen seiner früheren Tätigkeit bei der Reichsanwaltschaft politische Bedenken gegen die Ernennung. Martins Amtsführung wurde als dogmatisch-konservativ charakterisiert. In seine Amtszeit fielen Fälle wie die juristische Aufarbeitung der Spiegel-Affäre (1963–65), Enttarnungen von in der Bundesrepublik aktiven Spionen und der Prozess gegen das Gründungsmitglied der Roten Armee Fraktion Horst Mahler (1970).
1969 wurde Martin für die offenbar auch innerhalb seiner Behörde umstrittene Entscheidung kritisiert, die Bevölkerung über die populäre ZDF-Fernsehsendung Aktenzeichen XY … ungelöst zu ermittlungsdienlichen Hinweisen zum Soldatenmord von Lebach auffordern zu lassen, der in der Sendung als wahrscheinlich von einer internationalen Verbrecherorganisation verübte Tat dargestellt wurde. Ein von den Tätern verwendetes Pseudonym, das in der von rund 25 Millionen Menschen verfolgten Sendung erwähnt wurde, führte jedoch tatsächlich zu einem Zuschauerhinweis auf die später gefassten Täter. Aufgrund seiner „erzkonservativen“ politischen Ansichten gab es während seiner Amtszeit als Generalbundesanwalt Widerstände gegen Martin, vor allem aus der seit 1966 an der Bundesregierung beteiligten SPD. Ein besonders gespanntes Verhältnis verband Martin mit dem seit 1969 amtierenden SPD-Bundesjustizminister Gerhard Jahn.
1972 scheiterte Martin im Prozess gegen Horst Mahler vor dem Kammergericht Berlin mit seinem kontroversen Antrag, den Strafverteidiger Otto Schily wegen Verdachts der Mittäterschaft vom Hauptverfahren auszuschließen. Ende April 1974 ging Martin mit Erreichen der Altersgrenze in den Ruhestand. Kurz zuvor hatte er beim Oberlandesgericht Stuttgart einen Antrag auf Voruntersuchung gegen den seit 1972 inhaftierten Kern der RAF um Andreas Baader und Ulrike Meinhof gestellt, in dessen Folge der Bundesanwaltschaft die Führungsrolle bei den Ermittlungen offiziell übertragen wurde. Martins Nachfolger wurde Siegfried Buback, der 1977 von einem RAF-Kommando ermordet wurde.
In einem 1975 in der Deutschen Richterzeitung publizierten Artikel verklärte Martin die Rolle der Reichsanwaltschaft in der NS-Zeit. Oberreichsanwalt Emil Brettle sowie die Reichsanwälte Carl Kirchner und Hans Richter charakterisierte er als Gegner des Nationalsozialismus, was tatsächlich unhaltbar ist. Fälschlicherweise behauptete Martin, die Reichsanwaltschaft habe erst nach der Zeit seiner Abordnung eine extensive Auslegung des „Blutschutzgesetzes“ vertreten, tatsächlich war dies bereits unter Brettle ab 1936 der Fall.
Im Jahr 1987 warnten Martin und Lothar Bossle die chilenische Regierung vor möglichen Berichterstattungen deutscher Medien über die Sektensiedlung Colonia Dignidad, in der Folter und sexueller Missbrauch von Kindern praktiziert wurden.
Ludwig Martin war verheiratet und Vater von vier Kindern. Er lebte zuletzt in Karlsruhe-Rüppurr.

## Mitgliedschaften und Ehrungen
Martin war seit 1956 Mitglied und später Vorsitzender und Ehrenpräsident der Deutschen Sektion der Internationalen Juristen-Kommission e. V. und Ehrenpräsident der Deutsch-Italienischen Juristenvereinigung.
1977 trat er der Internationalen Gesellschaft für Menschenrechte e. V. (IGFM) bei und war Kuratoriumspräsident sowie deren Ehrenpräsident.
Martin war bekennender Konservativer und Katholik. Er war Komtur des Ritterordens vom Heiligen Grab zu Jerusalem und wurde am 7. Mai 1983 in Paderborn durch Franz Kardinal Hengsbach in den Ritterorden vom Heiligen Grab zu Jerusalem investiert. Neben verschiedenen nationalen und internationalen Auszeichnungen wurde er mit dem Komturkreuz mit Stern des päpstlichen Gregoriusordens (1969) sowie mit dem Großen Bundesverdienstkreuz mit Stern des Verdienstordens der Bundesrepublik Deutschland ausgezeichnet.
Im April 2009 ehrte die Stadt Karlsruhe Martin mit einer Festveranstaltung im Rathaus zu seinem 100. Geburtstag, bei der neben anderen die amtierende Generalbundesanwältin Monika Harms sprach.